# Beatrice Speraz
Beatrice Speraz (Trente, 1840 - Milan, 4 décembre 1923) est une écrivaine italienne. 